# Mojo Tour 2010
Albums de Tom Petty and the Heartbreakers
Mojo
(2010) Hypnotic Eye
(2014)
Mojo Tour 2010 est un album live de Tom Petty and the Heartbreakers. Il est officiellement sorti le 14 décembre 2010 en téléchargement gratuit pour quiconque possédait un billet de la tournée 2010. De la même façon, précédemment, le CD Mojo fut également offert en téléchargement aux possesseurs d'un billet pour la tournée 2010.
Une version avec des morceaux inédits de la tournée est aussi sortie, un peu plus tard, mais uniquement pour les membres du Highway Companions Club (club officiel des fans de Tom Petty) qui l'ont rejoint entre le 23 et le 24 février 2011. Elle se nomme "MOJO TOUR Extended Edition".
Le téléchargement a été rendu disponible sous différents formats. En tout premier lieu, du 320K en MP3 en haute-qualité, ensuite Apple Lossless en très haute qualité et puis enfin du FLAC pour la plus haute qualité.

## Liste des chansons
| Version tout public | Version tout public                           | Version tout public                          | Version tout public | Version tout public | Version tout public | Version tout public | Version tout public | Version tout public | Version tout public |
| No                  | Titre                                         | Lieu                                         | Durée               |                     |                     |                     |                     |                     |                     |
| ------------------- | --------------------------------------------- | -------------------------------------------- | ------------------- | ------------------- | ------------------- | ------------------- | ------------------- | ------------------- | ------------------- |
| 1.                  | King’s Highway (16 juin 2010)                 | Rexall Place, Edmonton, AB                   | 3:37                |                     |                     |                     |                     |                     |                     |
| 2.                  | You Don’t Know How It Feels (31 juillet 2010) | Wachovia Arena, Philadelphie, PA             | 6:27                |                     |                     |                     |                     |                     |                     |
| 3.                  | I Won’t Back Down (19 septembre 2010)         | Verizon Wireless Amphitheater, Charlotte, NC | 3:04                |                     |                     |                     |                     |                     |                     |
| 4.                  | Drivin’ Down To Georgia (11 août 2010)        | Philips Arena, Atlanta, GA                   | 6:37                |                     |                     |                     |                     |                     |                     |
| 5.                  | Breakdown (15 août 2010)                      | Jiffy Lube Live, Bristow, VA                 | 7:29                |                     |                     |                     |                     |                     |                     |
| 6.                  | I Should Have Known It (16 juin 2010)         | Rexall Place, Edmonton, AB                   | 4:22                |                     |                     |                     |                     |                     |                     |
| 7.                  | Good Enough (31 juillet 2010)                 | Wachovia Arena, Philadelphia, PA             | 5:56                |                     |                     |                     |                     |                     |                     |
| 8.                  | Runnin’ Down A Dream (7 octobre)              | U.S. Airways Arena, Phoenix, AZ              | 5:40                |                     |                     |                     |                     |                     |                     |
| 43:12               |                                               |                                              |                     |                     |                     |                     |                     |                     |                     |

| Version "Extended Edition" | Version "Extended Edition"                    | Version "Extended Edition"                    | Version "Extended Edition" | Version "Extended Edition" | Version "Extended Edition" | Version "Extended Edition" | Version "Extended Edition" | Version "Extended Edition" | Version "Extended Edition" |
| No                         | Titre                                         | Lieu                                          | Durée                      |                            |                            |                            |                            |                            |                            |
| -------------------------- | --------------------------------------------- | --------------------------------------------- | -------------------------- | -------------------------- | -------------------------- | -------------------------- | -------------------------- | -------------------------- | -------------------------- |
| 1.                         | Listen To Her Heart (25 juin 2010)            | Summerfest-Marcus Amphitheater, Milwaukee, WI | 3:38                       |                            |                            |                            |                            |                            |                            |
| 2.                         | King’s Highway (16 juin 2010)                 | Rexall Place, Edmonton, AB                    | 3:26                       |                            |                            |                            |                            |                            |                            |
| 3.                         | You Don’t Know How It Feels (31 juillet 2010) | Wachovia Arena, Philadelphie, PA              | 6:27                       |                            |                            |                            |                            |                            |                            |
| 4.                         | I Won’t Back Down (19 septembre 2010)         | Verizon Wireless Amphitheater, Charlotte, NC  | 3:04                       |                            |                            |                            |                            |                            |                            |
| 5.                         | Drivin’ Down To Georgia (11 août 2010)        | Philips Arena, Atlanta, GA                    | 6:37                       |                            |                            |                            |                            |                            |                            |
| 6.                         | Breakdown (15 août 2010)                      | Jiffy Lube Live, Bristow, VA                  | 7:29                       |                            |                            |                            |                            |                            |                            |
| 7.                         | Jefferson Jericho Blues (1 août 2010)         | Wachovia Arena, Philadelphia, PA              | 3:41                       |                            |                            |                            |                            |                            |                            |
| 8.                         | First Flash Of Freedom (1 août 2010)          | Wachovia Arena, Philadelphia, PA              | 6:27                       |                            |                            |                            |                            |                            |                            |
| 9.                         | Running Man’s Bible (18 septembre 2010)       | Time Warner Cable Music Pavilion, Raleigh, NC | 6:10                       |                            |                            |                            |                            |                            |                            |
| 10.                        | I Should Have Known It (16 juin 2010)         | Rexall Place, Edmonton, AB                    | 4:13                       |                            |                            |                            |                            |                            |                            |
| 11.                        | Good Enough (31 juillet 2010)                 | Wachovia Arena, Philadelphia, PA              | 5:56                       |                            |                            |                            |                            |                            |                            |
| 12.                        | Refugee (12 juin 2010)                        | Gorge Amphitheater, Quincy, WA                | 5:07                       |                            |                            |                            |                            |                            |                            |
| 13.                        | Runnin’ Down A Dream (7 octobre 2010)         | U.S. Airways Arena, Phoenix, AZ               | 4:57                       |                            |                            |                            |                            |                            |                            |
| 14.                        | American Girl (16 juin 2010)                  | Rexall Place, Edmonton, AB                    | 5:23                       |                            |                            |                            |                            |                            |                            |
| 72:35                      |                                               |                                               |                            |                            |                            |                            |                            |                            |                            |

## Musiciens
- Tom Petty : voix, 6 et 12 cordes acoustique, guitare électrique et percussions
- Mike Campbell : guitare principale, guitare slide, guitare à 12 cordes, mandoline et sitar électrique
- Benmont Tench : pianos acoustiques et électriques, Hammond, orgues combo, synthétiseur et voix
- Ron Blair : basse et voix
- Scott Thurston : guitare rythmique, harmonica et voix
- Steve Ferrone : batterie et percussions

## Liens
- TomPetty.com - Site officiel de Tom Petty & The Heartbreakers